# كوري تايلور (كاتبة)
كوري تايلور (بالإنجليزية: Cory Taylor)‏ (1955 في أستراليا - 5 يوليو 2016 في أستراليا)؛ كاتِبة مُتخصِّصة في أدب الأطفال، سيناريست وروائية أسترالية. درست في الجامعة الوطنية الأسترالية.

## روابط خارجية
- كوري تايلور على موقع IMDb (الإنجليزية)
- كوري تايلور على موقع أول موفي (الإنجليزية)
- كوري تايلور على موقع كينوبويسك (الروسية)